# You're Making Me Hot-Hot-Hot
You're Making Me Hot-Hot-Hot är en låt som framfördes av sångerskan Linda Pritchard i Melodifestivalen 2010 i deltävlingen i Örnsköldsvik. Där den hamnade på femteplats efter omröstning nummer två.

## Listplaceringar
| Lista (2010)         | Topplacering |
| -------------------- | ------------ |
| Svenska singellistan | 8            |

### Fotnoter
1. ↑  Placering på den svenska singellistan Arkiverad 1 juni 2017 hämtat från the Wayback Machine.